# Vicus Veronensium
Il Vicus Veronensium era un'antica strada romana, che collegava la città di Verona con Hostilia, l'odierna Ostiglia in provincia di Mantova. Anche se talvolta il Vicus è considerato una strada a sé, di fatto costituisce il troncone meridionale della diramazione padana della Via Claudia Augusta, che partendo dall'importante porto fluviale di Ostiglia sul fiume Po conduceva verso la Germania, passando per Verona, dove intersecava la Via Postumia, e per Trento, dove si congiungeva con la diramazione proveniente da Altino.